# Ватерстраат, Карл Фридрих
Карл Фридрих (Фёдор Иванович) Ватерстраат (нем. Karl Friedrich (Theodor) Waterstraat; 5 апреля 1835, Померания — 24 мая 1896, Санкт-Петербург) — немецкий флейтист и преподаватель. 

## Биография
Родился в Померании, Германия. В молодости переехал в Россию, где прожил всю свою жизнь.
В 1857—1896 годы был солистом оркестра Петербургского Императорского Мариинского театра
В 1877 сменил Цезаря Чиарди в должности профессора Петербургской консерватории, где проработал до конца жизни.
Кроме того, Ватерстраат преподавал в инструментальных классах Придворной Певческой капеллы. Принимал участие в премьере 5й симфонии П.И.Чайковского (1888).  Карлу Ватерстраату посвятил свои этюды op.24, датский флейтист и композитор Йоахим Андерсен. Автор 40 этюдов для флейты (Юргенсон, 1890). Скорее всего, играл на флейте системы Бёма. Среди учеников Ватерстраата, в частности Федор Степанов.